# Vicky Rosti
Vicky Rosti (Helsinki, 10 november 1958) is een Fins zangeres.

## Biografie
Rosti bracht haar eerste album uit in 1975. In 1987 nam ze deel aan de Finse preselectie voor het Eurovisiesongfestival, samen met Boulevard. Met het nummer Sata salamaa ging ze met de zegepalm aan de haal, waardoor ze haar vaderland mocht vertegenwoordigen op het Eurovisiesongfestival 1987 in de Belgische hoofdstad Brussel. Daar eindigde ze op de vijftiende plaats. Naast haar solocarrière zingt Vicky Rosti ook in de band Menneisyyden Vangit, samen met onder anderen Kari Kuivalainen.

## Discografie
- Vicky (1975)
- 1-2-3-4-tulta! (1976)
- Vickyshow (1977)
- Tee mulle niin (1978)
- Oon voimissain (1979)
- Sata salamaa (1987)
- Tunnen sen täysillä taas (1992)
- Sydämeen kirjoitettu (2000)
- Vicky Rock Vol. 1 (2007)
- Pitkästä aikaa (2014)

- International Standard Name Identifier: 0000 0003 7258 5450
- Library of Congress Control Number: n2019031218
- MusicBrainz: 91e5bd26-4725-4524-b1f5-68d944672128
- Virtual International Authority File: 2917156133189158430002
- WorldCat: E39PBJwtqcQ88Gp7HHW8c3R3Qq

1961: Laila Kinnunen · 
1962: Marion Rung · 
1963: Laila Halme · 
1964: Lasse Mårtenson · 
1965: Viktor Klimenko · 
1966: Ann-Christine Nyström · 
1967: Fredi · 
1968: Kristina Hautala · 
1969: Jarkko & Laura · 
1971: Markku Aro & Koivistolaiset · 
1972: Päivi Paunu & Kim Floor · 
1973: Marion Rung · 
1974: Carita · 
1975: Pihasoittajat · 
1976: Fredi & The Friends · 
1977: Monica Aspelund · 
1978: Seija Simola · 
1979: Katri Helena · 
1980: Vesa-Matti Loiri · 
1981: Riki Sorsa · 
1982: Kojo · 
1983: Ami Aspelund · 
1984: Kirka · 
1985: Sonja Lumme · 
1986: Kari Kuivalainen · 
1987: Vicky Rosti & Boulevard · 
1988: Boulevard · 
1989: Anneli Saaristo · 
1990: Beat · 
1991: Kaija · 
1992: Pave · 
1993: Katri Helena · 
1994: CatCat · 
1996: Jasmine · 
1998: Edea · 
2000: Nina Åström · 
2002: Laura · 
2004: Jari Sillanpää · 
2005: Geir Rönning · 
2006: Lordi · 
2007: Hanna Pakarinen · 
2008: Teräsbetoni · 
2009: Waldo's People · 
2010: Kuunkuiskaajat · 
2011: Paradise Oskar · 
2012: Pernilla Karlsson · 
2013: Krista Siegfrids · 
2014: Softengine · 
2015: Pertti Kurikan Nimipäivät · 
2016: Sandhja · 
2017: Norma John · 
2018: Saara Aalto · 
2019: Darude feat. Sebastian Rejman · 
2021: Blind Channel · 
2022: The Rasmus · 
2023: Käärijä · 
2024: Windows95Man ·
2025: Erika Vikman